# Nezbedný bakalář (film)
Nezbedný bakalář  je česká renesanční veselohra, natočená v roce 1946 v režii Otakara Vávry,  na motivy povídek  Zikmunda Wintra.

## Děj
Příběh se odehrává v roce 1587 v Rakovníku za panování císaře Rudolfa II. Rakovník byl právě povýšen na královské město. Na radnici probíhá velká oslava. Konšelé se dohodnou, že škola ve městě potřebuje bakaláře. Vsadí se mezi sebou o 16 věder piva, kdo sežene dobrého bakaláře. Se soudkem se pak několik konšelů vydá na Karlovu univerzitu do Prahy. Snaží se přesvědčit bakaláře Jana, aby nastoupil do školy v Rakovníku. Ten nakonec souhlasí a oznámí svým žákům (mendíkům), že si je vezme s sebou do Rakovníka. Ti mají radost, že dostanou najíst každý den. 
Přivítání v rakovnické škole není přívětivé, zatím v ní konšelé sušili chmel. Budova školy je ve velmi špatném stavu, protože konšelé jsou šetrní. Večer zajde bakalář Jan do místní hospody, kde vysedávají již konšelé. Tam poprvé vidí paní Annu, vdovu, hostinskou. Hostinská se líbí všem, nejvíce však řezníku Mikuláši, který ji posílá milostné dopisy. Sám je však ženatý se starou lakomou paní Alžbětou. Anna padne do oka i bakaláři Janovi. V noci ji pod oknem zazpívá a zahraje na loutnu.
Když druhý den přebírá žáky v rakovnické škole, za účasti konšelů, zkritizuje vedení města za malou péči věnovanou škole a také pana Žlutického, inspektora a městského písaře, který se den předtím na něj při příjezdu povyšoval. Jídlo přislíbené žákům se nedá jíst, je plesnivé a především jsou to jen kosti. Měšťané a konšelé si však hodují jitrnice a koláče. Bakalář přijde v nejlepším do hostince a dá konšelům zbytky, které dostali žáci k jídlu. Tím si konšely ještě více znepřátelí. 
Postupně se bakalář Jan spřátelí s hostinskou Annou. On se jí také líbí. Řezník Mikuláš však přijde za Annou s návrhem, že se sejdou na opuštěném místě, na chmelnici za městem. Slyší to však tajně sukcentor Zachariáš, jde za Annou, řekne, že to ví a začne ji obtěžovat.
Žáci se v zimě učí ve škole, do které fouká vítr a zatéká do ní střechou. Konšelé odmítli dát peníze na zátop. Bakalář je tedy požádá, ať povolí hrát žákům divadlo, že si na dřevo vydělají sami. Pan Žlutický však toto zamítne. Většina konšelů nemá bakaláře ráda, protože před nimi neohýbá hřbet a navíc se přátelí s chudými, např. s vysloužilým vojákem Matějem.
O Vánocích nacvičí žáci písně a chtějí udělat koncert, kde by vybrali nějaké peníze na dřevo a opravu školy. Na koncert však přijdou jen čtyři lidé, kteří přispějí, včetně hostinské Anny. Žáci jsou celí promrzlí, nemají ani pořádné boty. Jednomu z nich, který krásně zpívá sóla, Martínkovi, slíbí bakalář nové škorně. Chlapec po koncertě omdlí zimou a těžce ochuraví. Bakalář jde za panem Žlutickým, aby mu prodal svoji nejoblíbenější knihu – Ovidia, vázanou v kůži, čímž by získal nějaké peníze pro Martínka. Žlutický se mu vysměje a nekoupí. Bakalář rozhodne sehnat peníze jinak – žáci začnou ve městě rozebírat ploty na dřevo a chytí i pár slepic Pro Martínka ve městě ukradnou škorně. Když se to dozví Žlutický, svolá radní. Většina je pro potrestání nebo vyhnání bakaláře z města. Primas rozhodne nechat napsat dopis pražské univerzitě, aby bakaláře na konci roku vyměnila.
Bakalář Jan je z přístupu města ke škole a k němu nešťastný a léčí to alkoholem. Vysloužilec Matěj mu navrhne, že mu najde hodnou ženu, hostinskou Annu, která sama řekla Matějovi, že má bakaláře Jana ráda. Jan jde tedy za Annou. Objeví se tam však i řezník Mikuláš, Anna za ním vyběhne a dlouze rozmlouvají. Nešťastný Jan se vrátí do hostince a pije. Ten večer se Anna již neobjeví, hosty obsluhuje děvečka. Setkání Anny s Mikulášem však viděl sukcentor Zachariáš a šel vzbouřit paničky do města, chtějí milence přistihnout. Anna na schůzce za městem řekne Mikuláši, že nemůže žít ve hříchu a že již nikdy za ním nepřijde. Mezitím žáci běželi za Janem, že Anna je v nebezpečí. Ten se vydal na chmelnici a vyměnil si úlohu s Mikulášem. Ženy vedené Markytkou, manželkou Žlutického, jsou překvapené, že nepřistihli Mikuláše s Annou, ale Jana. Ten jim řekne, že je přece svobodný a Anna je vdova, mohou si tedy dělat, co chtějí. Když se vrátí Mikuláš domů, zjistí, že jeho nemocná žena Alžběta podpálila dům a sama uhořela.
V hostinci se dozví Jan náhodou, že radní napsali do Prahy o nového bakaláře. Běží domů a začne si hned balit věci. Vysloužilec Matěj s konšelem Šmardochem za ním přivedou Annu. Annu mu řekne, že jí bude bez něj smutno a děkuje mu za jeho pomoc. Jan se vyzná, že byla světýlkem ve tmách jeho bědného kantorského života, jeho největší láskou a nikdy že na ni nezapomene. Dají si polibek na rozloučenou. Jan řekne, že všichni ve městě budou jistě rádi, že odejde, neboť on se mezi ně nehodí. Jan vzbudí mendíky, zabalí věci, rozloučí se ještě s Matějem a Šmardochem  a za zpěvu a tance se vydají pěšky do Prahy. Rozhořčení měšťané, kteří se hlukem probudili, je z oken nenávistně pozorují.

## Obsazení
| Zdeněk Štěpánek     | bakalář Jan Pička Písecký                       |
| Vlasta Matulová     | hostinská U Střípků Anna                        |
| Otomar Korbelář     | řezník Mikuláš                                  |
| František Smolík    | konšel Jan Šmardoch                             |
| Jaroslav Marvan     | primas města Rakovníka Jan Písecký              |
| František Kreuzmann | inspektor školní a městský písař Šimon Žlutický |
| Míla Pačová         | měšťka Markyta, Žlutického žena                 |
| Saša Rašilov        | pekař a konšel Hruška                           |
| František Roland    | sedlák a konšel Jan Slach                       |
| Zdenka Baldová      | měšťka, Slachova žena                           |
| Jaroslav Vojta      | vysloužilec bubeník Matěj                       |
| Antonín Šolc        | kantor Ondřej Kralovic                          |
| Josef Gruss         | sukcentor Zachariáš Brolský                     |
| Gustav Hilmar       | děkan Šimon Cerasýn Litoměřický                 |
| Václav Trégl        | konšel Češpivo                                  |
| Marie Vášová        | děvečka v hostinci U Střípků                    |
| Theodor Pištěk      | rychtář Havel Toužil                            |
| Eman Fiala          | dráb Jan Kyšnar                                 |
| Vlastimil Brodský   | mendík                                          |
| Jaroslav Mareš      | mendík                                          |
| Milada Smolíková    | měšťka, Hruškova žena                           |
| Vladimír Řepa       | krejčí a konšel Matouš Máma                     |
| Antonín Jirsa       | kovář a konšel Martin Bezprstý                  |
| Stanislav Neumann   | univerzitní pedel Jan                           |
| Josef Vinklář       | mendík Martínek                                 |
| Oldřich Musil       | mendík                                          |
| Bohumil Bezouška    | mendík                                          |
| Jan W. Speerger     | kočí Jan Průcha                                 |
| Marie Rýdlová       | Alžběta, Mikulášova žena                        |
| Antonín Jedlička    | řeznický učeň Kuba                              |
| F. X. Mlejnek       | měšťan                                          |

## Tvůrci a štáb
- Režie: Otakar Vávra
- Předloha: Zikmund Winter (povídky Nezbedný bakalář, Golgota a Peklo ze sbírky Rakovnické obrázky)
- Původní filmový námět: Zdeněk Štěpánek, Josef Neuberg
- Scénář: Otakar Vávra, Zdeněk Štěpánek
- Kamera: Jan Roth
- Vedoucí výroby: Jaroslav Niklas, Rudolf Stahl
- Hudba: Jiří Srnka
- Nahrál: Filmový symfonický orchestr (řídil Milivoj Uzelac a Otakar Pařík)
- Choreografie: Eva Vrchlická
- Architekt: Jan Zázvorka
- Asistenti architekta: Jan Pacák, Miroslav Hrachovec, Vladimír Petrásek
- Návrhy kostýmů: Fernand Vácha, Josef Matěj Gottlieb
- Kostýmy: Václav Suldovský
- Zvuk: Josef Zavadil
- Střih: Antonín Zelenka
- II. kamera: Rudolf Milič (švenkr)
- Asistent kamery: Josef Pechar (ostřič)
- Masky: Václav Kamarád, Otakar Košťál, Antonín Riegl
- Výprava: František Nestler, Zdenka Nestlerová
- Skript: Věra Ženíšková, Libuše Juklíčková
- Pomocná režie: František Milič
- Asistent režie: Lubomír Kaválek (asistent scény), Vladimír Hrubeš (asistent scény)
- Zástupci vedoucího výroby: Robert Vyhlídka, Jiří Patočka, Miroslav Šimonek, Bohumil Šmída
- Odborný poradce: Oldřich Stefan (historie), Antonín Novotný (historie), Vilém Prokop Mlejnek (hudební historie)
- Fotograf: Antonín Frič, Vilém Rosegnal

## Zajímavosti
- Od své premiéry v září 1946 až do 31.12.1987 vidělo film v českých kinech v rámci 17 733 představení celkem 3 126 496 diváků.[1]